# Rova Saxophone Quartet
Das Rova Saxophone Quartet ist ein kalifornisches Saxophonquartett, dem die Saxophonisten Jon Raskin, Larry Ochs, Steve Adams und Bruce Ackley angehören.
1977 für ein Festival des Mills College in Oakland (Kalifornien) gegründet, galt das Rova Saxophone Quartet lange Jahre als „Geheimtipp“ unter den Anhängern von improvisierter Musik. Im Laufe der Jahre baute Rova die Errungenschaften einer „kollektiven Improvisation“ aus; dabei steht die Verschmelzung und „Harmonisierung“ von Komposition und Improvisation im Zentrum. 
In den zunächst vorherrschenden, von den Mitgliedern des Quartetts verfassten Werken lässt sich das Quartett dabei von zahlreichen Komponisten der Neuen Musik (etwa Ives, Messiaen, Xenakis, Feldman, Penderecki, Varese, J. Cage), aber ebenso von Jazzmusikern (wie Coltrane, Coleman oder Monk) inspirieren. Durch die Zusammenarbeit mit bedeutenden Komponisten und Interpreten wie etwa Anthony Braxton, Terry Riley, Alvin Curran, John Zorn, Steve Lacy, Andrea Centazzo, Lindsay Cooper, Richard Teitelbaum, Pauline Oliveros, Liz Allbee sowie dem Kronos Quartet verbreiterte das Quartett seine Materialbasis. Insbesondere die Erarbeitung des für Rova geschriebenen Quartetts Chanting the Light of Foresight von Riley erforderte eine neue, die temperierte Stimmung der Saxophone überwindende, gezielt mikrotonale Spielweise der vier Saxophonisten. Letztlich hat das Quartett einen spezifischen Beitrag zur Neubestimmung der Musik des 20. Jahrhunderts und zur Entwicklung der amerikanischen Improvisationsmusik geleistet.
Gründungsmitglied Andrew Voigt schied im August 1988 aus und wurde durch Steve Adams ersetzt. Der Name Rova leitet sich aus den Initialen der Zunamen der vier Gründungsmitglieder ab. Das Quartett hat zahlreiche Platten und CDs vorgelegt und ist seit mehr als zwei Jahrzehnten auch weltweit auf Tourneen zu hören. Bei RogueArt erschien 2016  das Video- und Musikalbum Electric Ascension + Cleaning the Mirror, Ende 2021 bei ESP-Disk The Circumference of Reason .